# Полякова, Мария Юрьевна
Мария Юрьевна Полякова (род. 8 мая 1997) — российская прыгунья в воду, чемпионка и серебряный призёр Европейских игр 2015 в Баку.

## Биография
Родилась 8 мая 1997 года в городе Пенза. Закончила обучение в Лос-Анджелесе на лингвиста в университете UCLA.

### 2015 год
На Европейских играх завоевала индивидуальное золото на метровом трамплине и серебро в синхронном прыжке с трёхметрового трамплина. Её достижения «помогли» перевыполнить план в два «золота», одно «серебро» и две «бронзы», который ставили тренеры.

Есть такое чувство, что я переросла эти Европейские игры, у меня ведь последний год по юниорам и очень жалко расставаться с юниорской командой, но пора проявить себя уже и на взрослом уровне.— Мария Полякова
Полякова заменила Кристину Ильиных в паре с Молчановым в том же миксте на чемпионате мира в Казани. Ильиных выиграла чемпионат России, но на мировое первенство тренеры решили отправить Полякову. Однако, завоевать медали с Ильёй Молчановым ей не удалось, и дуэт завершил чемпионат на шестом месте.

### 2016 год
На чемпионате России заняла первое место в прыжках с однометрового трамплина. Эта дисциплина не является олимпийской, поэтому Игры в Рио-де-Жанейро Полякова пропустила.

### 2017 год
Мария Полякова готовилась к чемпионату мира в США. Спортсменка отметила, что ей удобно совмещать таким образом учёбу и тренировки. Выступила на чемпионате мира по водным видам спорта 2017 в Будапеште. 21 июля выступила в финале прыжков с трёхметрового трамплина, но выиграть медаль у неё не получилось. На следующий день выступила в паре с Ильёй Молчановым в «миксте», и заняли лишь девятое место с результатом 270,63 баллов.
Менее чем через месяц Полякова приняла участие в летней Универсиаде в Тайбэй Сити. 20 августа заняла четвёртое место в финале прыжков с однометрового трамплина. 22 августа имела возможность выиграть медаль в миксте в паре с Виктором Минибаевым, но в последнем раунде её партнёр допустил грубейшую ошибку (один из судей поставил лишь 1,5 балла), и в итоге пара сместилась со второго на шестое место.